# Орм-э-Виль
Орм-э-Виль (фр. Ormes-et-Ville) — коммуна во французском департаменте Мёрт и Мозель, региона Лотарингия. Относится к  кантону Аруэ.

## География

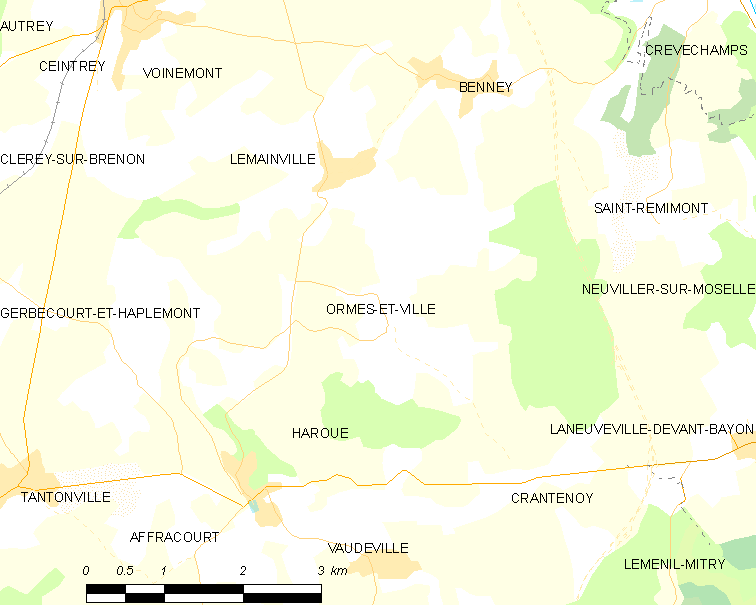
Окрестности коммуны.

Орм-э-Виль расположен в 23 км на юг от Нанси. Соседние коммуны: Леменвиль на севере, Жербекур-э-Аплемон на западе и Аруэ на юго-западе.

## История
На территории коммуны находятся следы галло-романской культуры. С 1971 по 1983 годы Орм-э-Виль был частью Мений-сюр-Мадон, в который также входили Крантенуа и Водиньи.

## Демография
Население коммуны на 2010 год составляло 245 человек.
| 1962 | 1968 | 1975 | 1982 | 1990 | 1999 | 2010 |
| ---- | ---- | ---- | ---- | ---- | ---- | ---- |
| 136  | 105  | 139  | 157  | 158  | 178  | 245  |